# Shorttrack op de Olympische Winterspelen 2018 - Relay mannen
De 5000 meter relay voor mannen tijdens de Olympische Winterspelen 2018 vond plaats op 13 en 22 februari 2018 in het Gangneung Ice Arena in Gangneung.

## Tijdschema
| Datum       | Lokale tijd | MET   | Ronde         |
| ----------- | ----------- | ----- | ------------- |
| 13 februari | 20:32       | 12:32 | Halve finales |
| 22 februari | 21:00       | 13:00 | Finale        |

## Uitslag

### Halve finales
Halve finale 1
| # | Land       | Atleten                                                                      | Tijd     | Opm. |
| - | ---------- | ---------------------------------------------------------------------------- | -------- | ---- |
| 1 | China      | Wu Dajing Han Tianyu Ren Ziwei Hu Hongzhi                                    | 6:36,605 | Q    |
| 2 | Canada     | Samuel Girard Charles Hamelin Charle Cournoyer Pascal Dion                   | 6:41,042 | Q    |
| 3 | Kazachstan | Denis Nikisja Nurbergen Zhumagaziyev Abzal Azhgaliyev Yerkebulan Shamukhanov | 6:47,727 |      |
|   | Nederland  | Sjinkie Knegt Daan Breeuwsma Itzhak de Laat Dennis Visser                    |          | PEN  |

Halve finale 2
| # | Land             | Atleten                                                          | Tijd     | Opm. |
| - | ---------------- | ---------------------------------------------------------------- | -------- | ---- |
| 1 | Zuid-Korea       | Hwang Dae-heon Kim Do-kyoum Kwak Yoon-gy Lim Hyo-jun             | 6:34,510 | Q    |
| 2 | Hongarije        | Shaoang Liu Shaolin Sandor Liu Viktor Knoch Csaba Burján         | 6:34,866 | Q    |
| 3 | Verenigde Staten | J.R. Celski John-Henry Krueger Thomas Insuk Hong Aaron Tran      | 6:36,867 |      |
| 4 | Japan            | Keita Watanabe Ryosuke Sakazume Kazuki Yoshinaga Hiroki Yokoyama | 6:42,655 |      |

### Finale

#### B-finale
| Rank | Country          | Athletes                                                                     | Time     | Notes |
| ---- | ---------------- | ---------------------------------------------------------------------------- | -------- | ----- |
| 5    | Verenigde Staten | J. R. Celski John-Henry Krueger Thomas Hong Aaron Tran                       | 6:52.708 |       |
| 6    | Kazachstan       | Denis Nikisja Nurbergen Zhumagaziyev Abzal Azhgaliyev Yerkebulan Shamukhanov | 6:52.791 |       |
| 7    | Japan            | Keita Watanabe Ryosuke Sakazume Kazuki Yoshinaga Hiroki Yokoyama             | 7:02.554 |       |

#### A-Finale
| Rank   | Country    | Athletes                                                   | Time     | Notes |
| ------ | ---------- | ---------------------------------------------------------- | -------- | ----- |
| Goud   | Hongarije  | Shaoang Liu Shaolin Sándor Liu Viktor Knoch Csaba Burján   | 6:31.971 | OR    |
| Zilver | China      | Wu Dajing Han Tianyu Xu Hongzhi Chen Dequan                | 6:32.035 |       |
| Brons  | Canada     | Samuel Girard Charles Hamelin Charle Cournoyer Pascal Dion | 6:32.282 |       |
| 4      | Zuid-Korea | Seo Yi-ra Kim Do-kyoum Kwak Yoon-gy Lim Hyo-jun            | 6:42.118 |       |